# Dr. Organic
Dr. Organic é uma empresa norte-americana e uma marca de cosmética biológica. A marca possui 12 linhas de produtos. As matérias-primas naturais e biológicas provêm de todo o mundo. A marca destaca-se internacionalmente pelos diversos prémios que recebeu, no âmbito de produtos de beleza naturais e biológicos.
It's products are sustainably made. Their products contain high levels of natural and naturally-derived ingredients, they are highly biodegradable and have minimum environmental impact.
They use a variety of recyclable plastic, glass and cardboard materials for our packaging. We are aware of the growing concern of plastic on the environment and we are looking into alternative packaging options going forward. See our environmental statement. 

## Prémios
- Beauty shortlist Awards 2012;[4]
- Natural Health Beauty Awards 2012;[1]
- The Green Beauty Bible Awards 2012;[5]
- The Green Parent Awards 2012;[1]
- Natural Health Beauty Awards 2012;[1]
- Pure Beauty Awards 2011;[1]
- Cosmopolitan Beauty Awards2011;[1]
- The Green Beauty Bible Awards 2011.[1]